# Johannes Vingboons
Johannes Vingboons, o Vinckboons, Vinckeboons o Vinckbooms (1616 o 1617 – Amsterdam, 20 luglio 1670), è stato un cartografo, incisore e pittore olandese del cosiddetto Secolo d'oro olandese.

## Biografia
Figlio del pittore David Vinckboons, originario dell'Olanda Meridionale, aveva cinque fratelli e quattro sorelle, tra cui Philips Vingboons e Justus Vingboons, entrambi architetti.
Non si sposò mai, visse e lavorò assieme a gran parte della sua famiglia nella casa e studio di Amsterdam in Sint Antoniesbreestraat.
Dopo la morte del padre, i figli trasformarono l'edificio in editoria e stamperia contribuendo direttamente con il loro lavoro: i due architetti eseguivano progetti, Johannes preparava mappe. Cinque dei sei figli lavorarono più o meno a lungo insieme come cartografi. Dal 1640 circa fino alla sua morte, Johannes lavorò al servizio dell'editore Joan Blaeu di Amsterdam.
Johannes Vingboons fu un celebre cartografo e il suo contributo nel campo della cartografia fu importante.
Le carte geografiche delle Indie orientali e occidentali sono tra le sue migliori opere, realizzate ad acquerello, come anche molte altre mappe, facendo riferimento ai disegni dei membri degli equipaggi della Compagnia olandese delle Indie orientali e della Compagnia olandese delle Indie occidentali, che essi riportavano a casa dai loro viaggi.
Caratteristica comune delle sue opere è la grande accuratezza. Perciò le sue carte geografiche erano molto richieste ed erano utilizzate come riferimento nelle biblioteche e per decorare le pareti delle case delle famiglie reali. La regina Cristina di Svezia acquistò nel 1654 tre atlanti contenenti centotrenta acquerelli, che alla sua morte giunsero in possesso di Papa Alessandro VIII e che ora si trovano nella Biblioteca apostolica vaticana. Un altro centinaio delle sue opere si trova negli Archivi Nazionali a L'Aia, un piccolo numero di mappe si trova nella Biblioteca Medicea Laurenziana a Firenze, quattro carte geografiche del mondo su pergamena si trovano nel Nederlands Scheepvaartmuseum di Amsterdam.
Le sue opere comprendono vari tipi di mappe tra cui carte stradali, mappe marine e profili di regioni significative per i Paesi Bassi. Per molte di queste aree, le sue furono le prime carte geografiche.
Nel 2007, è stata mostrata al grande pubblico la maggior parte dei suoi lavori nell'esposizione realizzata a Rotterdam nel Kunsthal dal titolo "Land in zicht! Vingboons tekent de wereld van de 17e eeuw" (Terra! Vingboons disegna il mondo del diciassettesimo secolo).